# 東京大学大学院総合文化研究科・教養学部

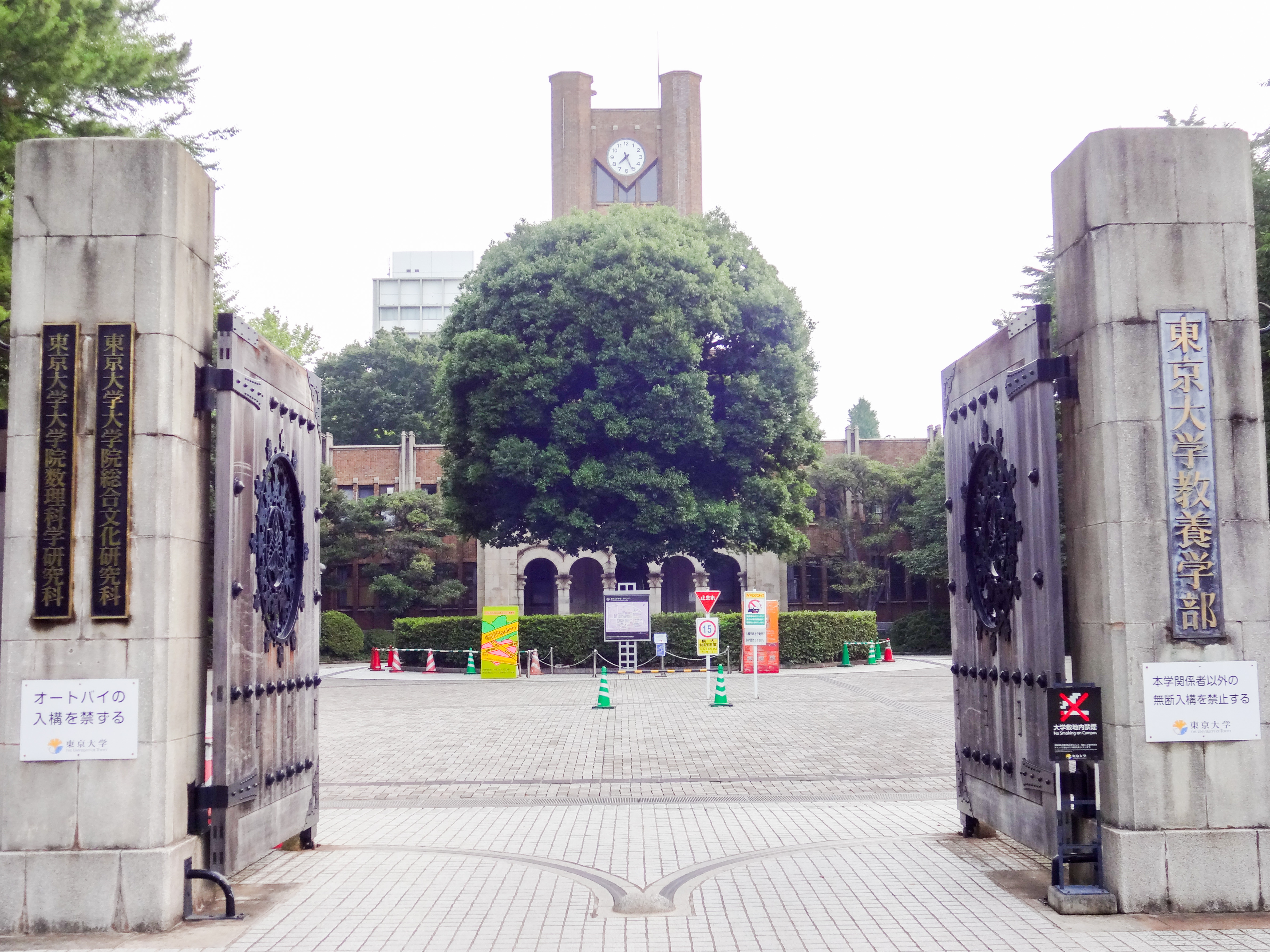
正門

東京大学教養学部（とうきょうだいがく きょうようがくぶ、英語: College of Arts and Sciences）は、東京大学に設置されている学部の1つである。また、東京大学大学院総合文化研究科（とうきょうだいがくだいがくいん そうごうぶんかけんきゅうか、英語: Graduate School of Arts and Sciences）は、同大学大学院に設置されている研究科の一つである。いずれも、キャンパスの所在地名から駒場と呼ばれる。
教養学部前期課程では、6つの科類ごとに一般教養が行われており、東京大学における教養課程の教育を担っている。教養学部と総合文化研究科は一体となって運営されているため、この記事で合わせて解説する。

## 概説
東京大学大学院総合文化研究科・教養学部は、東京英語学校 - 大学予備門 - 旧制第一高等学校（および旧制東京高等学校）の流れを汲んでおり、東京大学の他部局とは異なる沿革を持つ。また、キャンパスも独立しており、教養学部独自の学園祭（駒場祭）を持つ。教養学部では、東京大学に入学した全ての学生を対象とした教養教育（前期課程教育）を行っており、先述の歴史的背景により、総合的な教養教育カリキュラムが組まれている。また、教養学部後期課程（3・4年）および総合文化研究科は、発足時から前期教養課程の教育を発展させて学際的な教育・研究を行ってきた。前期課程、後期課程、大学院の独立性は薄く、互いに教養教育と先端研究が有機的に連携している。

## 概要

### 教養学部

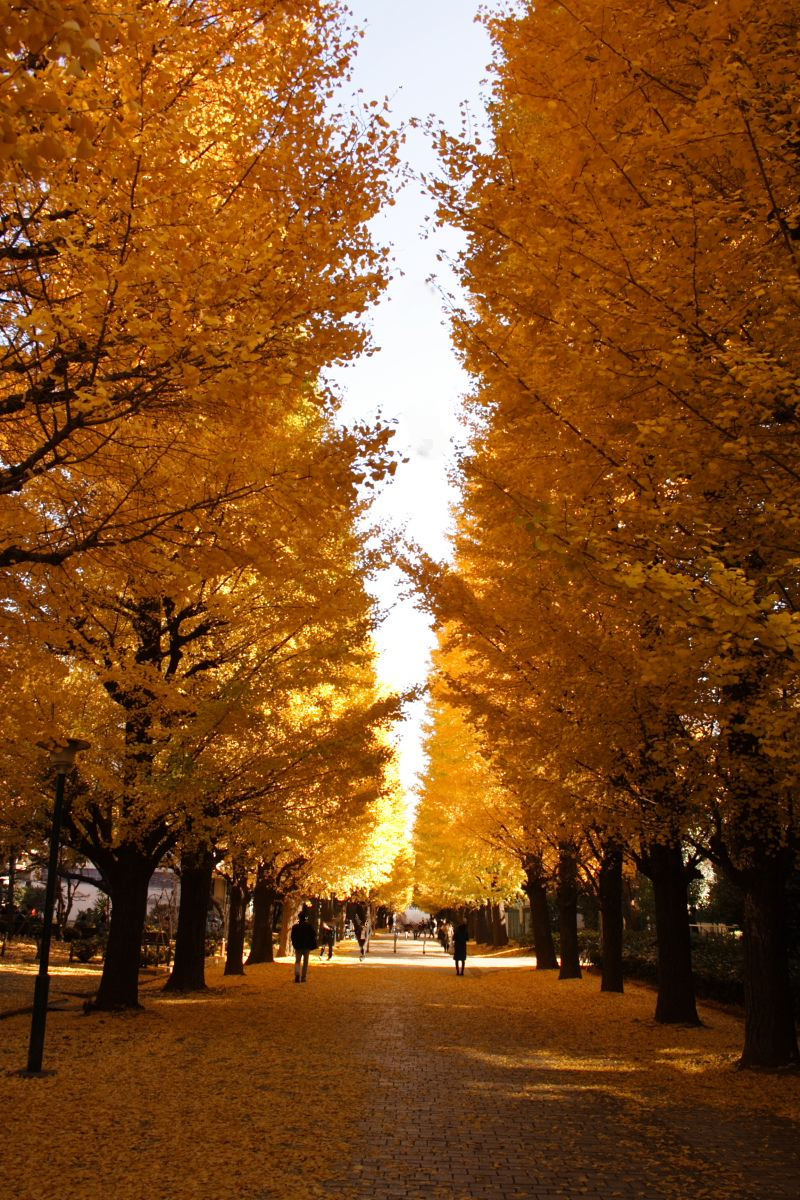
駒場Iキャンパスの銀杏並木

#### 前期課程
東京大学の学部への入学者は、学士入学する者を除いて、全員が6つの科類（文科一類・二類・三類、理科一類・二類・三類）に分かれて教養学部に所属し、2年間の前期課程を履修する。入学選考時に各科類を指定して出願する（東京大学の入学試験を参照）。科類により後期課程に進学可能な学部・学科がおおよそ決まっている（東京大学の進学選択を参照）。教育内容の詳細は前期課程教育で解説するが、前期課程教育のうち「基礎科目」は将来の進路に応じて科類ごとに履修科目が指定されている。

#### 後期課程
1949年の学部設置当初は前期課程のみであったが、1951年に後期課程として教養学科が設置された（ただし学部設置当初から後期課程を設置することが予定されていた）。その後、学科新設・改組が行われるが、1996年に学科組織が大きく再編され6学科（超域文化科学科、地域文化研究学科、総合社会科学科、基礎科学科、広域科学科、生命・認知科学科）となる。それまでは主に文科生が進学する教養学科第一に属していた科学史・科学哲学、人文地理学、認知行動科学が、それぞれ主に理科生が進学する基礎科学科、広域科学科、生命・認知科学科に移行したことは特筆に値する。2011年に学科を再編し、現在の3学科（教養学科、学際科学科、統合自然科学科）となる。教育内容については#後期課程教育を参照。

### 総合文化研究科
教養学部後期課程から接続する大学院として1983年に設置された。学際性と国際性を理念に掲げ、人文科学・社会科学・自然科学の枠を超えた領域横断的な教育・研究が行われており、国際関係論、相関社会科学、表象文化論など総合文化研究科（教養学部）を発祥の地とする学問分野も存在している。国際社会科学専攻は、国際関係論と相関社会科学の2分野から構成されている。また、科学史・科学哲学、文化人類学、人文地理学など他学部・研究科に含まれない分野も総合文化研究科で研究されている。言語情報科学専攻、超域文化科学専攻、地域文化研究専攻、国際社会科学専攻、広域科学専攻（3学系）がある。

## 基礎データ

### 所在地
施設は東京都目黒区駒場の東京大学駒場Iキャンパスに設置されている。同キャンパスには数理科学研究科も設置されているが、総合文化研究科・教養学部と数理科学研究科の事務組織は一体となっており、「総合文化研究科・数理科学研究科・教養学部事務部（教養学部等事務部）」となっている。

### 象徴
総合文化研究科・教養学部のシンボルマークは3枚の銀杏の葉を重ねたもので、1999年に制定された。後述する三層構造を表している。なお、旧制第一高等学校の校章は3枚の柏の葉をあしらったものであり、他の旧制高等学校、旧制中学校にも同じモチーフをみることができる。
カレッジカラーは教養学部文科が   黒色、教養学部理科が   黄色である。

## 沿革
☆は総合文化研究科に、その他は教養学部に関連した事項である。
- 1949年5月31日 - 教養学部設置。当初は前期課程の4科類（文科一類・二類、理科一類・二類）のみ。
- 1951年4月1日 - 教養学部後期課程として教養学科を設置。
- 1962年4月1日 - 教養学部後期課程に基礎科学科を設置。前期課程は現在の6科類へ再編（文科一類・二類・三類、理科一類・二類・三類）。
- 1967年6月1日 - 教養学部附属施設としてアメリカ研究資料センターを設置。
- 1977年4月1日 - 教養学科を教養学科第一・第二・第三の3学科に再編。
- 1981年4月1日 - 後期課程に基礎科学科第二を設置。従来の基礎科学科は基礎科学科第一に改称された。
- 1983年4月1日 - ☆大学院総合文化研究科設置（人文科学研究科より比較文学比較文化専攻を、社会学研究科より国際関係論専攻を移管し、さらに地域文化研究専攻、相関社会科学専攻を新設して、4専攻で発足）。
- 1985年4月1日 - ☆広域科学専攻を設置。
- 1986年4月1日 - ☆大学院社会学研究科より文化人類学専攻を移管。
- 1989年4月1日 - ☆表象文化論専攻を設置。
- 1993年4月1日 - ☆言語情報科学専攻を設置・重点化。
- 1994年4月1日 - ☆広域科学専攻生命環境科学系を設置・重点化。理学系研究科相関理化学専攻、科学史・科学基礎論専攻を広域科学専攻に移管・統合し、広域科学専攻相関基礎科学系を設置。従来の広域科学専攻は広域科学専攻広域システム科学系に改組。
- 1995年4月1日 - ☆広域科学専攻相関基礎科学系、広域システム科学系重点化。
- 1996年4月1日
  - 教養学部後期課程の5学科（教養学科第一・第二・第三、基礎科学科第一・第二）を再編して6学科（超域文化科学科、地域文化研究学科、総合社会科学科、基礎科学科、広域科学科、生命・認知科学科）を設置。
  - ☆比較文学比較文化専攻・文化人類学専攻・表象文化論専攻を超域文化科学専攻へ統合・改組・重点化。地域文化研究専攻を改組・重点化。相関社会科学専攻・国際関係論専攻を国際社会科学専攻へ統合・改組・重点化。（大学院重点化が完了）
- 2000年4月1日 - ☆アメリカ研究資料センターをアメリカ太平洋地域研究センターに改組。
- 2004年4月1日 - ☆「人間の安全保障」プログラム発足。
- 2004年11月25日 - 海外学術交流拠点として、南京大学中日文化研究センター内に東京大学リベラルアーツ南京交流センター（東京大学教養教育南京交流中心）を開設。
- 2005年4月1日 - 教養学部附属施設として教養教育開発機構を設置。
- 2010年4月1日
  - 教養学部附属施設として教養教育高度化機構を設置、それに伴い教養教育開発機構は廃止。
  - 総合文化研究科附属施設としてグローバル地域研究機構を設置。
- 2011年4月1日 - 教養学部後期課程を教養学科、学際科学科、統合自然科学科に改組。
- 2012年10月1日 - PEAKコース（英語コース）を開設し、学部発足後初の10月入学式を実施。開設に先立って、AO入試も実施。
- 2019年4月1日 - ☆「グローバル・スタディーズ・イニシアティヴ国際卓越大学院(GSI-WINGS)」・「先進基礎科学推進国際卓越大学院(WINGS-ABC)」プログラム発足。

## 歴代教養学部長
この節の主な出典：
| 代                                         | 期間                                                    | 人物               | 備考               |
| 東京大学教養学部長                         | 東京大学教養学部長                                      | 東京大学教養学部長 | 東京大学教養学部長 |
| ------------------------------------------ | ------------------------------------------------------- | ------------------ | ------------------ |
| 1                                          | 1949年（昭和24年）05月31日 – 1951年（昭和26年）12月13日 | 矢内原忠雄         |                    |
| 2                                          | 1951年（昭和26年）12月14日 - 1951年（昭和26年）12月20日 | 麻生磯次           | 事務取扱           |
| 2                                          | 1951年（昭和26年）12月21日 - 1952年（昭和27年）12月21日 | 麻生磯次           |                    |
| 3                                          | 1952年（昭和27年）12月22日 - 1954年（昭和29年）03月30日 | 高木貞二           |                    |
| 4                                          | 1954年（昭和29年）03月31日 - 1958年（昭和33年）03月31日 | 辻直四郎           |                    |
| 5                                          | 1958年（昭和33年）04月01日 - 1960年（昭和35年）03月31日 | 川口篤             |                    |
| 6                                          | 1960年（昭和35年）04月01日 - 1963年（昭和38年）03月31日 | 朱牟田夏雄         |                    |
| 7                                          | 1963年（昭和38年）04月01日 - 1966年（昭和41年）03月31日 | 相原茂             |                    |
| 8                                          | 1966年（昭和41年）04月01日 – 1968年（昭和43年）03月31日 | 阿部秋生           |                    |
| 9                                          | 1968年（昭和43年）04月01日 – 1968年（昭和43年）11月13日 | 野上茂吉郎         |                    |
| 10                                         | 1968年（昭和43年）11月14日 – 1969年（昭和44年）02月13日 | 田村二郎           |                    |
|                                            | 1969年（昭和44年）02月14日 – 1969年（昭和44年）02月19日 | 高木佐知夫         | 事務取扱           |
| 11                                         | 1969年（昭和44年）02月20日 – 1969年（昭和44年）05月25日 | 高橋詢             |                    |
| 12                                         | 1969年（昭和44年）05月26日 – 1971年（昭和46年）03月31日 | 原 佑              |                    |
| 13                                         | 1971年（昭和46年）04月01日 – 1972年（昭和47年）03月13日 | 山下肇             |                    |
| 14                                         | 1972年（昭和47年）03月14日 – 1974年（昭和49年）03月13日 | 高木佐知夫         | 還任               |
| 15                                         | 1974年（昭和49年）03月14日 – 1976年（昭和51年）03月13日 | 小山弘志           |                    |
| 16                                         | 1976年（昭和51年）03月14日 – 1977年（昭和52年）12月31日 | 大森荘蔵           |                    |
| 17                                         | 1978年（昭和53年）01月01日 – 1979年（昭和54年）12月31日 | 嘉治元郎           |                    |
| 18                                         | 1980年（昭和55年）01月01日 – 1981年（昭和56年）12月31日 | 磯田浩             |                    |
| 19                                         | 1982年（昭和57年）01月01日 – 1983年（昭和58年）03月31日 | 本間長世           |                    |
| 東京大学大学院総合文化研究科長・教養学部長 |                                                         |                    |                    |
| 19                                         | 1983年（昭和58年）04月01日 – 1983年（昭和58年）12月31日 | 本間長世           |                    |
| 20                                         | 1984年（昭和59年）01月01日 – 1985年（昭和60年）01月09日 | 小出昭一郎         |                    |
|                                            | 1985年（昭和60年）01月10日 – 1985年（昭和60年）02月15日 | 毛利秀雄           | 事務取扱           |
| 21                                         | 1985年（昭和60年）02月16日 – 1987年（昭和62年）02月15日 | 竹田晃             |                    |
| 22                                         | 1987年（昭和62年）02月16日 – 1989年（平成元年）02月15日 | 毛利秀雄           | 還任               |
| 23                                         | 1989年（平成元年）02月16日 – 1991年（平成03年）02月15日 | 青柳晃一           |                    |
| 24                                         | 1991年（平成03年）02月16日 – 1993年（平成05年）02月15日 | 原田義也           |                    |
| 25                                         | 1993年（平成05年）02月16日 – 1995年（平成07年）02月15日 | 蓮實重彦           |                    |
| 26                                         | 1995年（平成07年）02月16日 – 1997年（平成09年）02月15日 | 市村宗武           |                    |
| 27                                         | 1997年（平成09年）02月16日 – 1999年（平成11年）02月15日 | 大森彌             |                    |
| 28                                         | 1999年（平成11年）02月16日 – 2001年（平成13年）02月15日 | 浅野攝郎           |                    |
| 29                                         | 2001年（平成13年）02月16日 – 2003年（平成15年）02月15日 | 古田元夫           |                    |
| 30                                         | 2003年（平成15年）02月16日 – 2005年（平成17年）02月15日 | 浅島誠             |                    |
| 31                                         | 2005年（平成17年）02月16日 – 2007年（平成19年）02月15日 | 木畑洋一           |                    |
| 32                                         | 2007年（平成19年）02月16日 – 2009年（平成21年）02月15日 | 小島憲道           |                    |
| 33                                         | 2009年（平成21年）02月16日 – 2011年（平成23年）02月15日 | 山影進             |                    |
| 34                                         | 2011年（平成23年）02月16日 – 2013年（平成25年）02月15日 | 長谷川壽一         |                    |
| 35                                         | 2013年（平成25年）02月16日 – 2015年（平成27年）03月31日 | 石井洋二郎         |                    |
| 36                                         | 2015年（平成27年）04月01日 – 2017年（平成29年）03月31日 | 小川桂一郎         |                    |
| 37                                         | 2017年（平成29年）04月01日 – 2019年（平成31年）03月31日 | 石田淳             |                    |
| 38                                         | 2019年（平成31年）04月01日 - 2021年（令和03年）03月31日 | 太田邦史           |                    |
| 39                                         | 2021年（令和03年）04月01日 - 2023年（令和05年）03月31日 | 森山工             |                    |
| 40                                         | 2023年（令和05年）04月01日 - 2025年（令和07年）03月31日 | 真船文隆           |                    |
| 40                                         | 2025年（令和07年）04月01日 - 現職                       | 寺田寅彦           |                    |

## 組織
東大教養学部は、「前期課程」と「後期課程」と「大学院総合文化研究科」を合わせた三層構造になっている点が特徴的である。これにより、大学院における先端研究の結果を教養教育に直接反映させることができるシステムになっている。この教育システムは「教養教育と大学院先端研究との創造的連携の推進」として文部科学省の特色ある大学教育支援プログラムに採択されている。
東京大学における大学院重点化によって、教養学部の教員も総合文化研究科に所属変更された（ただし数学教員は数理科学研究科へ）。教養学部長も総合文化研究科長が兼任する形になっている。

### 教養学部前期課程
前期課程には、旧制高等学校を踏襲した教育組織として科類が置かれている。
前期課程教育を行う教員組織は「部会」と呼ばれており、大学院総合文化研究科・数理科学研究科に所属する教員で構成されている。大学院重点化により、教養学部教員は大学院所属となっている。

#### 部会一覧
外国語関係
英語、ドイツ語、フランス語・イタリア語、中国語、韓国朝鮮語、ロシア語、スペイン語、古典語・地中海諸言語、日本語
社会科学関係
法・政治、経済・統計、社会・社会思想史、国際関係
人文科学・人間科学関係
歴史学、国文・漢文学、文化人類学、哲学・科学史、心理・教育学、人文地理学、先進融合
自然科学関係
物理、化学、生物、情報・図形、宇宙地球、スポーツ・身体運動、数学、先進科学
PEAK関係
PEAK前期部会
なお、大学院重点化される前は学科目制をとっており、外国語学科、人文科学科、社会科学科、自然科学科、保健体育科の5学科目が置かれ、その中に現在の部会に相当する各教室が置かれていた。

### 教養学部後期課程
- 教養学科
  - 超域文化科学分科
    - 文化人類学コース
    - 表象文化論コース
    - 比較文学比較芸術コース
    - 現代思想コース
    - 学際日本文化論コース
    - 学際言語科学コース
    - 言語態・テクスト文化論コース

  - 地域文化研究分科
    - イギリス研究コース
    - フランス研究コース
    - ドイツ研究コース
    - ロシア東欧研究コース
    - イタリア地中海研究コース
    - 北アメリカ研究コース
    - ラテンアメリカ研究コース
    - アジア・日本研究コース
    - 韓国朝鮮研究コース

  - 総合社会科学分科
    - 相関社会科学コース
    - 国際関係論コース

  - 国際日本研究コース　＊PEAK[注 6]編成コース
- 学際科学科
  - 科学技術論コース
  - 地理・空間コース
  - 総合情報学コース
  - 広域システムコース
  - 国際環境学コース ＊PEAK[注 6]編成コース
  - 進化学サブコース
- 統合自然科学科
  - 数理自然科学コース
  - 物質基礎科学コース
  - 統合生命科学コース
  - 認知行動科学コース
  - スポーツ科学コース (2022年度まではサブコース）

### 大学院総合文化研究科
以下の5専攻が設置されている。広域科学専攻は自然科学の研究が中心であるが、心理学、人文地理学、科学史・科学哲学のような学際分野も含まれている。広域科学専攻については、教員数が100名を超える大規模な専攻であるため、3学系に分けられている。
- 言語情報科学専攻

言語科学基礎理論大講座、言語情報解析大講座、国際コミュニケーション大講座、 言語態分析大講座、言語習得論大講座、日韓言語エコロジー研究大講座
- 超域文化科学専攻（表象文化論コース、文化人類学コース、比較文学比較文化コース）

文化ダイナミクス大講座、表象文化論大講座、 文化人類学大講座、 文化コンプレクシティ大講座、 比較文学比較文化大講座
- 地域文化研究専攻

多元世界解析大講座、ヨーロッパ・ロシア地域文化大講座、地中海・イスラム地域文化大講座、 北米・中南米地域文化大講座、アジア・環太平洋地域文化大講座
- 国際社会科学専攻（国際関係論コース、相関社会科学コース）

国際協力論大講座、国際関係論大講座、公共政策論大講座、相関社会科学大講座
- 広域科学専攻

- 生命環境科学系

環境応答論大講座、生命情報学大講座、生命機能論大講座、運動適応科学大講座、認知行動科学大講座
- 相関基礎科学系

科学技術基礎論大講座、自然構造解析学大講座、複雑系解析学大講座、機能解析学大講座、物質計測学大講座、物質設計学大講座
- 広域システム科学系

基礎システム学大講座、情報システム学大講座、自然体系学大講座、複合系計画学大講座
- 専攻共通

専攻横断講座：国際研究先端大講座

#### 専攻横断プログラム
各専攻の他に、専攻横断プログラムが設置されている。
- 「人間の安全保障」プログラム (HSP)

2005年度に文部科学省の「魅力ある大学院教育」イニシアティブに採択された。
- グローバル共生プログラム (GHP)
- 欧州研究プログラム (ESP)
- 日独共同大学院プログラム (IGK)
- 多文化共生・統合人間学プログラム (IHS)

- 国際人材養成プログラム（GSP）
- 国際環境学プログラム（GPES）

#### 国際卓越大学院教育プログラム
- グローバル・スタディーズ・イニシアティヴ国際卓越大学院 (GSI-WINGS)
- 先進基礎科学推進国際卓越大学院 (WINGS-ABC)

### 附属施設

#### 教養学部附属教養教育高度化機構 (KOMEX)
教養教育開発機構 (KOMED)（2005年設置）と生命科学構造化センター（2006年設置）を融合し、2010年4月設立された。
課題に即応した教養教育の開発
- 自然科学高度化部門 (CSLS)

急速に進展しつつある自然科学の情報を収集し、大学における教養としての自然科学の教科書を作成するとともに、学習のための補助教材の開発も行っている。
2012年度までの名称は「生命科学高度化部門」であり、生命科学の3種類の教科書（理科一類向け、理科二・三類向け、文系向け）を作成した。作成した教科書は本学の前期課程ばかりでなく、他大学の授業においても使用されている。また、留学生のための教科書を手がけたり、学生の学習を補助するシステムの開発も行った。
2013年度からは、化学・物理学を含めた自然科学の教科書の開発などを行っている。
- 科学技術インタープリター養成部門
- アクティブラーニング部門
- 環境エネルギー科学特別部門

チームワークの育成
- 社会連携部門
  - 高校生と大学生のための金曜特別講座

近隣の高校から休日に高校生対象の公開講座を開講してほしいとの要望を受け、2002年4月から実施している[11]。2003年10月からは金曜日の夜に開講されている。高校生以外の人も受講可能である。また、遠隔地の高校へのインターネット・テレビ電話システム（2016年頃からはオンライン会議システム）による講座の配信も試験的に開始し（2019年頃から試験実施としてでなく）、現在に至っている。なお、2020年度夏学期からは新型コロナウイルス感染拡大の影響を受けて、遠隔地会場を繋ぐ双方向通信としてでなく、遠隔地参加者の自宅等へのオンライン配信（Zoom社のウェビナーを使用）によって行われることとなった[12]。

講座では、高校生だけでなく大学生にも参考となる講義を行い、高校生と大学生の両方が参加していたことから、2018年4月に、これまでの名称の「高校生のための金曜特別講座」から「高校生と大学生のための金曜特別講座」に改称された。
- ブランドデザインスタジオ
- 将棋で磨く知性と感性
- 教養教育への囲碁の活用

- 体験型リーダー養成部門

教養教育の国際化
- 国際化部門

#### 総合文化研究科附属
- グローバル地域研究機構 (IAGS)
  - アメリカ太平洋地域研究センター (CPAS)
  - ドイツ・ヨーロッパ研究センター (DESK)
  - 持続的開発研究センター
  - 持続的平和研究センター
  - アフリカ地域研究センター
  - 中東地域研究センター (UTCMES)
  - アジア地域研究センター
  - 韓国学研究部門
  - 地中海地域研究部門
- 国際環境学教育機構
- 国際日本研究教育機構
- 先進科学研究機構
- 複雑系生命システム研究センター
- 進化認知科学研究センター
- 共生のための国際哲学研究センター（UTCP）
- 東アジアリベラルアーツイニシアティブ（EALAI）
- グローバルコミュニケーション研究センター

## 研究

### 21世紀COEプログラム
総合文化研究科では、以下の3件が文部科学省の21世紀COEプログラムに採択された。いずれも総合文化研究科の学際的研究を生かしたものとなっている。
- 共生のための国際哲学交流センター（2002年）
- 融合科学創成ステーション（2002年）
- 心とことば—進化認知科学的展開（2003年）

### グローバルCOEプログラム
21世紀COEプログラムの「共生のための国際哲学交流センター」を継承した以下の拠点がグローバルCOEプログラムに採択された。
- 共生のための国際哲学教育研究センター (UTCP)（2007年度）

## 刊行物
定期刊行物（紀要）は以下のとおりである。
- 「LANGUAGE, INFORMATION, TEXT」

- 「言語情報科学」

- 「超域文化科学紀要」

- 「ODYSSEUS 地域文化研究紀要」

- 「年報　地域文化研究」

- 「国際社会科学」

- 「国際関係論研究」

- 「哲学・科学史論叢」

- 「東京大学人文地理学研究」

- 「Komaba Journal of English Education （KJEE）」

- 「東京大学科学技術インタープリター養成プログラム修了論文集」

- 「東京大学駒場学生相談所紀要」

- 「教養学部報」

- 「アメリカ太平洋研究」

- 「ヨーロッパ研究」

## 教育

### 前期課程教育
東京大学は新制大学となって以来、リベラル・アーツ教育を学部教育の基礎として重視している。前期課程教育は東京大学に入学した全ての1, 2年生を対象に教養学部で実施されている。教養学部（大学院総合文化研究科）が運営主体となっているが、その他の学部や研究所なども一部の授業を担当しており、先端研究の成果が教養教育に反映されているという特徴がある。
東京大学の教養教育は、カリキュラムこそ現代に合わせて変化しているものの、実質的に旧制高等学校時代で重視されていた教養教育の流れを汲んでいる（詳細は教養学部の項を参照）。本節ではそのような事情を踏まえて東京大学における教養教育を特に詳細に解説する。
このような東京大学の教養教育への取り組みは、2003年に文部科学省の特色ある大学教育支援プログラムに「教養教育と大学院先端研究との創造的連携の推進」として採択された。また、2007年には現代的教育ニーズ取組支援プログラムに「ICTを活用した新たな教養教育の実現-アクティブラーニングの深化による国際標準の授業モデル構築-」が採択された。その他には、大学教育の国際化推進プログラムとして「国際標準の学部初年次教育実現のモデル構築-留学生も視野に入れた先進的研修プログラムの試行-」（2006年）、「国際連携による初年次教養教育のモデル実現-職員・学生の参画をとおした「学び」のエンパワーメント-」（2007年）が採択されている。
現在のカリキュラムは2006年度に開始されたが、1993年〜2005年のカリキュラムの基本的な枠組みを継承している。大きく基礎科目、総合科目、主題科目の3つに大別され、そのうち基礎科目がいわゆる必修科目である。進学振分けは基礎科目・総合科目の成績に基づいて行われる。
なお、期末レポートにて剽窃などの不適切行為が判明した場合、当該学期の履修全科目の単位が無効となる処置が採られる。
- 基礎科目

専門を学ぶ上で土台となる基礎的知識・技能を身に付けるための科目である。2006年度のカリキュラム改正でさらに重要視されるようになった。外国語、情報、身体運動・健康科学実習を除くと、文科生は人文科学・社会科学系科目、理科生は数理科学・物質科学・生命科学などの自然科学系科目を履修するようになっている。その一方、理学部のように文科生の進学希望者に対して自然科学系科目の履修を義務付けている学部もある。
- 外国語

英語（既修のみ）・ドイツ語・フランス語・中国語・ロシア語・スペイン語・韓国朝鮮語・イタリア語・日本語（外国人留学生のみ）から2か国語を選択する。既修外国語と初修外国語の組み合わせが基本であるが、既修外国語と既修外国語の組み合わせも可能な場合がある（以前は初修外国語と初修外国語の組み合わせも可能であったが現在は認められていない）。英語を選択する学生がほとんどである。なお、上記以外の外国語も総合科目L（言語・コミュニケーション）の枠内で第三外国語として履修可能である。
1年生対象の英語の授業のうち、英語一列は全クラス同一カリキュラムという（大学では）珍しい授業システムをとっており、テキスト・ビデオは教養学部英語部会が自作したものを使用している。テキストは市販されており、1993年〜2006年まで使用していた『The Universe of English』（東京大学出版会）シリーズはベストセラーとなった。
- 情報

主に情報学的な面から情報について学習する科目である。情報と社会との関わりも講義内容に含まれている。2005年以前の科目「情報処理」との相違点は、パソコンの基本操作は習得済と想定していることと、コンピュータ実習だけでなく一般教室での講義もあることである。
- 身体運動・健康科学実習

いわゆる体育実技であるが、スポーツサイエンスの講義・実習も含まれている。2005年以前の科目「スポーツ・身体運動」からの変更点は、以前は希望者のみであったスポーツサイエンスの実習が全受講者対象となったことである。
- 初年次ゼミナール文科（文科のみ）

少人数のゼミである。文献調査・討論・発表など、文科学生に必要な能力を養成するための科目である。共通テキストとして作成された『知の技法』（東京大学出版会）はベストセラーとなった。
- 社会科学（文科のみ）

2005年以前の「方法論基礎 社会科学基礎」に相当する。法・政治・経済・社会・数学の5分野がそれぞれ数科目開講されている。必要な単位数や履修条件は科類ごとに異なっている。
- 人文科学（文科のみ）

2005年以前の「方法論基礎 人文科学基礎」に相当する。哲学・倫理・歴史・ことばと文学・心理の5分野がそれぞれ数科目開講されている。各類とも、2分野以上にわたり最低4単位履修することが求められている。
- 数理科学（理科のみ）

数理科学基礎 (後者二つの基礎を学ぶ)・微分積分学・線形代数学およびそれぞれの演習からなる。数理科学基礎が2単位、微分積分学・線形代数学がそれぞれ3単位ずつ、それぞれの演習が1単位ずつ必修であり、数理科学基礎の演習は理科一類のみ必修、理科二・三類では自由選択である。
- 物質科学（理科のみ）

力学・電磁気学・熱力学（理科一類）または化学熱力学（理科二・三類、ただし理科一類の生徒で入試で物理を選択しなかった学生も履修可）・構造化学・物性化学からなる。力学・電磁気学は、高校で物理を学んでいなかった学生向けの授業（Bコース）も開講される。各科目2単位ずつであり、すべて必修である。なお、2005年度入学者までは「基礎講義 物質科学基礎」という科目名で開講されていた。
- 生命科学（理科のみ）

理科一類は2006年度入学者より生命科学2単位が必修となり、のちに1単位となった。理科二・三類は生命科学I（生化学・分子生物学）・生命科学II（細胞生物学）の4単位が必修である。なお、2005年度入学者までは「基礎講義 生命科学基礎」という科目名で、理科二・三類のみ開講されていた。
- 基礎実験（理科のみ）

理科二・三類は基礎物理学・化学実験と基礎生命科学実験が必修である。理科一類は基礎物理学実験と基礎化学実験が必修であり、理科二・三類と同じ基礎生命科学実験を含むカリキュラムも選択できる。各類とも4単位であるが、この科目は1コマ1単位である。
- 初年次ゼミナール理科（理科のみ）  少人数のゼミである。文献調査・グループ学習・研究発表など、自然科学における基礎的な研究技法を身に付け、理科学生に必要な能力を養成するための科目である。

- 総合科目

いわゆる一般教養であり、選択科目である。LとA〜Fの7系列に分かれ、毎学期数百もの授業が開講される。統計学、量子論や文科学生向けの物理学など基礎科目に含まれていない授業も総合科目の枠内で開講されている。それぞれの系列には「〜一般」（「思想・芸術一般」など）と呼ばれる科目もいくつかあり、それらは教養学部以外の教員が自分の専門に近い内容を講義する授業である。文科・理科ともに、複数の系列にまたがって幅広く履修することが要求されている。
- L: 言語・コミュニケーション
- A: 思想・芸術
- B: 国際・地域
- C: 社会・制度
- D: 人間・環境
- E: 物質・生命
- F: 数理・情報

- 主題科目

2005年度までは自由選択であったが、2006年度入学者より最低2単位の履修が義務付けられた。
- テーマ講義

あるテーマに関して複数の教員が講義を行うオムニバス形式の講義である。その研究分野で世界的に知られる教員が交代で講義を行い、前期課程教育で学んでいる内容が先端の学問領域とどのように関連しているかを提示することを目的とする「学術俯瞰講義」(Global Focus on Knowledge Lecture Series; 略称: GFK)も2005年度より開講されている。
- 全学自由研究ゼミナール

担当教員がそれぞれ設定した主題に基づいて、少人数で行うゼミ形式の授業である。教養学部を含む東京大学全学の教員が開講している。
- 全学体験ゼミナール

2006年度より新たに加わった科目である（2005年度までは全学自由研究ゼミナールの一部として開講されていた）。東京大学が全国各地に持つ多くの研究施設を利用して、実際に体験することを通じて学習する授業である。また、囲碁、コントラクトブリッジ、座禅といった珍しい授業も開講されている。前2つは実際にゲームをすることで考える力を養うことを目的としている。なお、教養学部附属教養教育開発機構には2006年10月より「教養教育への囲碁の活用研究部門」が置かれている。

### 後期課程教育
教養学部後期課程では教員数に比べて学生が少ないため、綿密な教育が行われている。学際性と国際性を重視しており、外国語教育が充実している（※の分科を除いて外国語が必修である）のも特徴である。また、後期課程共通科目が設置されており、専門以外の分野も幅広く学べるようになっている。一般の大学と異なり“ゼミに所属する”という制度がないが、ゼミ形式の授業が多数開講されており複数、あるいは1つのそれを任意に履修することになる。
その他に、全学部（後期課程）・大学院研究科の学生を対象としたスポーツ・トレーニングの授業を教養学部後期課程科目として開講しており、本郷キャンパス御殿下記念館または駒場Iキャンパスで受講することができる。

#### 交換留学制度
教養学部後期課程では1995年より、AIKOM (アイコム: Abroad in Komaba)と呼ばれる短期交換留学制度が行われていた。全学の短期交換留学制度である USTEP が発足したあとも、教養学部・総合文化研究科独自の短期交換留学制度として KOMSTEP があり、後期課程・大学院の学生は半年～1年間協定校に留学し、留学先で取得した単位を審査を経て卒業単位に編入することができる。また、USTEP、KOMSTEP 等による海外からの留学生を受け入れており、文化・社会などの授業を英語で開講している。

## 学生生活
ここでは前期課程のクラス活動と駒場祭について解説する。運動会・サークルや五月祭などについては東京大学#学生生活で解説されているので、合わせて参照するとよい。

### クラス活動
教養学部前期課程にはクラスがあり、学生はいずれかのクラスに所属することになっている。学生が所属するクラスは、所属科類と、基礎科目の選択外国語（英語・日本語以外）によって決められている（基礎科目の選択外国語は入学時に決定し、入学後の変更はできない）。基礎科目や一部の総合科目（主に理科生向けの自然科学分野の授業）はクラスごとに受講する授業が指定されている。
クラスは教養学部の学生自治の基本単位となっており、学生自治会の代議員や自治委員はクラスごとに選ばれる。また、五月祭や駒場祭、全都新入生歓迎フェスティバル（新フェス）にクラス単位で参加したり、試験対策プリント（略称「シケプリ」）をクラスで作成するなど、前期課程の学生生活ではクラス活動が重要なものとなっている。
クラスで行われる特徴的な行事としては、毎年4月に2年生が新入生を1泊2日程度の合宿に連れて行く「オリ合宿」がある（大学側の運営ではなく学生による自主的行事）。オリ合宿はクラスごとに行われ、クラスの仲間と早く親しくなる良い機会であるため、ほとんどの新入生が参加している。なお2011年度は東日本大震災の影響により、全クラス一斉に行う形でのオリ合宿は中止となった。また、2020・2021年でも新型コロナウイルス感染拡大を受けて2年連続オリ合宿の中止を余儀なくされた。

### 駒場祭
駒場祭（こまばさい、Komaba Festival、略称：駒祭）は東京大学駒場キャンパスで開催される大学祭。駒場生のみで構成される駒場祭委員会により開催されている。例年11月下旬勤労感謝の日付近の3日間開催されている。
駒場祭の起源は、1891年（明治24年）に旧制第一高等学校（一高）で開催された第1回紀年祭にまでさかのぼる。1950年（昭和25年）3月一高が廃止され、新制東京大学に移行した後、同年11月25日に第1回駒場祭が開催され、現在に至る。初代委員長は小倉寛太郎。

#### テーマ一覧
| 年度           | テーマ | Ref.   |
| -------------- | --- | ------ |
| 75回（2024年） | 彩なす | [ 21 ] |
| 74回（2023年） | あそびがみ | [ 22 ] |
| 73回（2022年） | あかねさす | [ 23 ] |
| 72回（2021年） | 動く | [ 24 ] |
| 71回（2020年） | かざり |        |
| 70回（2019年） | 七変華 |        |
| 69回（2018年） | はい、ちーず |        |
| 68回（2017年） | おと かさなる |        |
| 67回（2016年） | めしあがれ。 |        |
| 66回（2015年） | 祭は旅だ。 |        |
| 65回（2014年） | DISCOVERY |        |
| 64回（2013年） | 発破 |        |
| 63回（2012年） | Festaholic |        |
| 62回（2011年） | 祭生 |        |
| 61回（2010年） | Across the University |        |
| 60回（2009年） | クロノグラフ |        |
| 59回（2008年） | コマパズル |        |
| 58回（2007年） | 祭結晶 |        |
| 57回（2006年） | 情熱華火 〜三日咲く夢〜 |        |
| 56回（2005年） | 一祭合彩 |        |
| 55回（2004年） | Be Natural, Be Crazy… |        |
| 54回（2003年） | 東大発見！ |        |
| 53回（2002年） | 観 |        |
| 52回（2001年） | 喝 |        |
| 51回（2000年） | Next Frontier |        |
| 50回（1999年） | BREAK |        |
| 49回（1998年） | 静と動の交響曲 |        |
| 48回（1997年） | 前途多難な羅針盤 |        |
| 47回（1996年） | Stop to Start 〜今、立ち止まる瞬間〜 |        |
| 46回（1995年） | 究極の自己主張 究極の自己満足 |        |
| 45回（1994年） | いましかできないことが いまあるはず |        |
| 44回（1993年） | - |        |
| 43回（1992年） | 開殻 |        |
| 42回（1991年） | 何か少し、変わるかもしれない |        |
| 41回（1990年） | 駒場に来た 東大生を見た |        |
| 40回（1989年） | 最・前・線 |        |
| 39回（1988年） | 現場はここにある。 |        |
| 38回（1987年） | きみと、はなしがしたいんだ |        |
| 37回（1986年） | 朝に道を聞いても 夕べに死んではもったいない |        |
| 36回（1985年） | どうして? どうして? どうして? |        |
| 35回（1984年） | パラレルワールド 橋架けて |        |
| 34回（1983年） | ヒト ヒト コマバサイ ヒト |        |
| 33回（1982年） | 平和・真実・自由 ―きみのために ぼくのために― |        |
| 32回（1981年） | 時代の奔流に 世界が眠り込む今 真理を叫べ 警鐘を鳴らせ 世紀末の暗雲を突き破り 飛翔しよう! |        |
| 31回（1980年） | さあ、踏みだそう 湧きおこる理性の声を 体現しよう 未来は我らが切り拓くのだ |        |
| 30回（1979年） | 歴史を創り出す若人よ 真理の探究者よ 眩惑を断ち真実を見つめよ 若き魂の 不断の燃焼と昇華を求めて 新たなる時代へ旅立とう                                                                                   |        |
| 29回（1978年） | 目は太陽をとらえる 手は空へとのびる しかし 足は地面から離れない 今こそ 土をつかもう 大地を見つめよう 我々は ここに立っているのだから                                                                    |        |
| 28回（1977年） | 迷妄の時代は 今こそ 新たな展望を求めている 沸き上がる無数の呼気の奔流 巨大な構想を担い 鳴らせ時代の暁鐘                                                                                                 |        |
| 27回（1976年） | 見つめよ 我等生きんとする時代を 語るがいい 輝く未来を 創ろうではないか 我等の手で |        |
| 26回（1975年） | 広場へ行こう こんな時こそ こんな危機にこそ 駒場のエネルギーを感じたい 駒場の広場は 皆が話し合う 皆が理解し手を結びあう 駒場の英知と創意とエネルギーの総結集だ! 壁を知らない青年）の可能性だ! サァ広場へ |        |
| 25回（1974年） | 駒場の学友諸君、駒場を訪れたみなさん、ともに唱い、ともに語り、友情と連帯の輪を築きあげましょう! |        |
| 24回（1973年） | 我等の開く扉は 真に人民に貢献する学問の扉 我等の開く扉は 日本の文化を豊かにする扉 我等の開く扉は 真に日本の平和を築く扉 我々の開く扉は 我々自身の力で開く扉                                             |        |
| 23回（1972年） | 眼ざまし時計のベルを鳴らせ 睡り込んだ教養学部を呼びさまそう 若き生命の問いかけに応えうる大学の創造を |        |
| 22回（1971年） | 破産通告に揺らぐ侵略者の砦 友よ、今こそ歴史の舞台に飛翔せよ! |        |
| 21回（1970年） | 告発せよ 取りもどせ 不安を怒りへ 怒りを力に!! |        |
| 20回（1969年） | 団結を! 連帯を! 統一の旗の下に |        |
| 19回（1968年） | （「とめてくれるなおっかさん 背中のいちょうが泣いている 男東大どこへ行く」※橋本治が作成したポスターにのみ用いられたコピー）                                                                             |        |
| 18回（1967年） | - |        |
| 17回（1966年） | - |        |
| 16回（1965年） | 観念の原点よりも 認識と科学の原点を |        |
| 15回（1964年） | 平和観念の死滅を救え!! 押し返せ反動化 創り出そう未来を 反戦意識の新たなる胎動を! |        |
| 14回（1963年） | 俺たちでつくろう おしきせはごめんだ |        |
| 13回（1962年） | - |        |
| 12回（1961年） | 反体制の新しいいぶきを 真の人間性追求のために |        |
| 11回（1960年） | 安保闘争の教訓を学び、更に民主主義運動を発展させよう/学問の自由と学園の自治に対する政治権力の介入を阻止しよう/若き可能性と主体性の追求のために                                                          |        |
| 10回（1959年） | 第十回駒場祭を平和と民主主義のために/安保条約改定の本質究明/戦争と破壊を目的とした科学の研究には協力しないことを固く誓おう                                                                              |        |
| 9回（1958年）  | 創造的文化の建設と発展のために/日本の核武装化反対/民主教育を権力の支配から守り学園の自治を確立しよう |        |
| 8回（1957年）  | 平和と民主主義を守ろう/創造的文化の建設と発展のために/原子戦争準備反対 |        |
| 7回（1956年）  | - |        |
| 6回（1955年）  | - |        |
| 5回（1954年）  | - |        |
| 4回（1953年）  | - |        |
| 3回（1952年）  | - |        |
| 2回（1951年）  | - |        |
| 1回（1950年）  | - |        |

## 施設
- キャンパスについて → 東京大学駒場地区キャンパス#駒場Iキャンパスを参照
- 代表的な建造物について → 東京大学の建造物#駒場Iキャンパスを参照
- 学生寮について → 東京大学#宿舎を参照